# Konrad von Brockdorff-Ahlefeldt
Graf Konrad Friedrich Gottlieb von Brockdorff – seit 1837 Konrad von Brockdorff-Ahlefeldt – (* 17. Juli 1823 in Borstel (Holstein); † 15. Mai 1909 in Ascheberg) war ein deutscher Gutsbesitzer und Politiker im Herzogtum Holstein.

## Leben

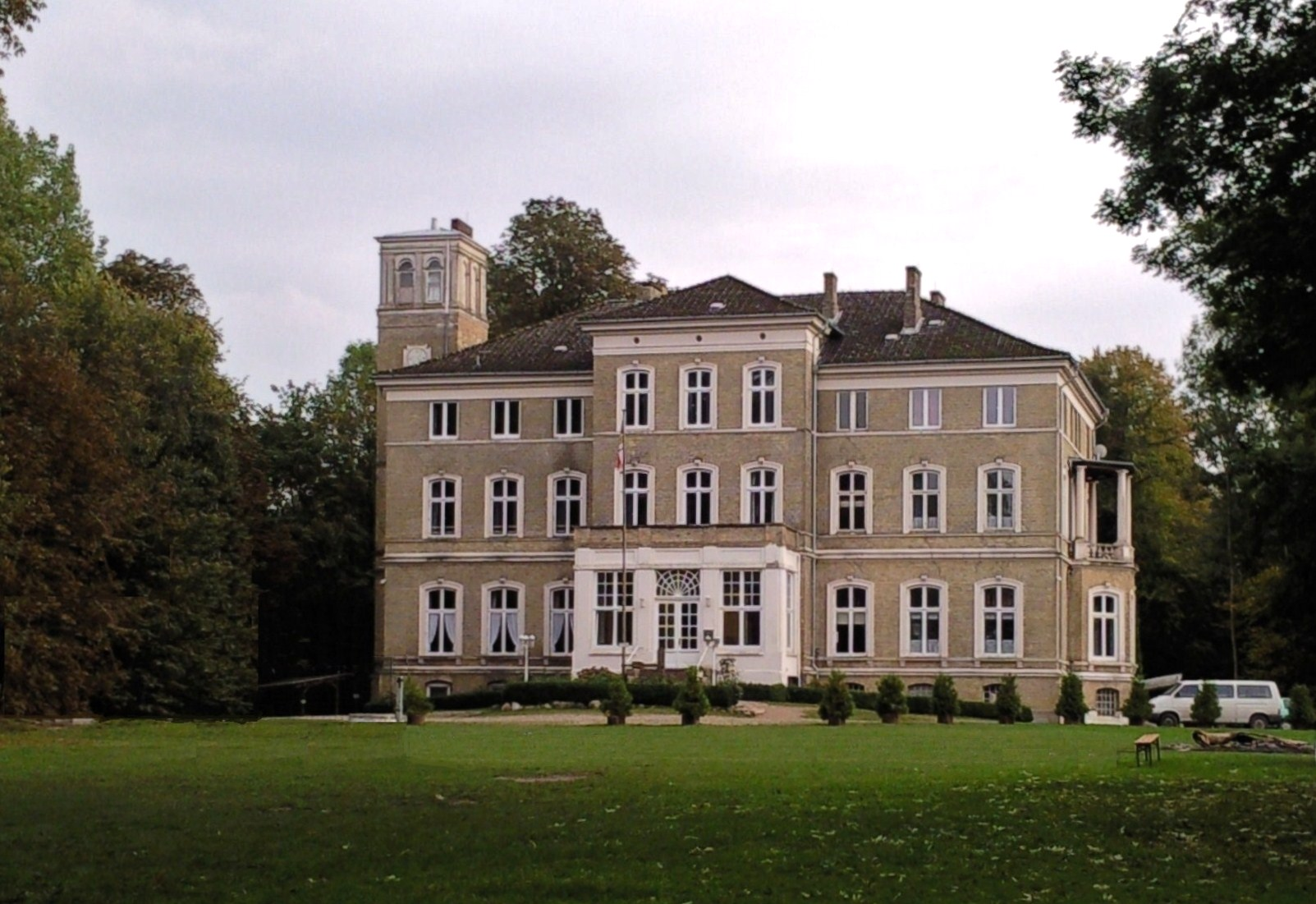
Gut Ascheberg, Holstein

Konrad von Brockdorff entstammte einer Nebenlinie der holsteinischen Uradelsfamilie Brockdorff. Er war der Sohn von Cay Lorenz von Brockdorff (1766–1840) und dessen Ehefrau Berta von Raben (1780–1831).
Der Landrat Adolf von Brockdorff war ein älterer Bruder. Brockdorff wurde 1837 durch Graf Conrad Christoph von Ahlefeldt aus der Familie von Ahlefeldt adoptiert und nannte sich fortan von Brockdorff-Ahlefeldt. Später wurde er Herr auf Gut Ascheberg, das sein Adoptivvater für ihn als Fideikommiss eingerichtet hatte, sowie weiterer Güter in Livland.
Brockdorff studierte Rechtswissenschaft an der Universität Jena, der Ruprecht-Karls-Universität Heidelberg und der Christian-Albrechts-Universität zu Kiel. 1843 wurde er in Jena Mitglied der Burschenschaft auf dem Bären. Er wurde später im  Corps Guestphalia Jena (1844), im Corps Guestphalia Heidelberg (1844) und im Corps Holsatia aktiv.
Nach dem Studium begann er eine Justizlaufbahn als Auskultator an der holsteinischen Regierungskanzlei (Obergericht) in Glückstadt. Nach dem Tod seines Adoptivvaters 1853 in den Besitz von Gut Ascheberg gekommen, wurde er einer der einflussreichsten Gutsbesitzer in Holstein. Er war Ehrenritter, dann Rechtsritter und ab 1878 Kommendator der schleswig-holsteinischen Genossenschaft des Johanniterordens.
Von 1855 bis 1858 war er Vertreter in der  Holsteinischen Ständeversammlung. Wilhelm I. berief ihn 1886 aus Allerhöchstem Vertrauen ins Preußische Herrenhaus, dem Brockdorff-Ahlefeldt bis zu seinem Tod 1909 angehörte.

## Familie
Konrad heiratete am 28. September 1849 in Seeburg bei Kiel Sophie Gräfin zu Rantzau (* 15. Februar 1829; † 17. Februar 1898). Das Paar hatte folgende Kinder:
- Konrad (Kurd) Sophus Adolf (1851–1892),[4] um 1890 Gutsbesitzer[5] Alt-Salis b. Lemsal/Wolmarsche Kreis/Livland; Ehrenritter d. Johanniterordens[6]
- Ottilie (* 1853) ⚭ 1876 August von Döring-Badow[7]
- Ernst (1854–1931) ⚭ 1885 Elisabeth von Jagow (1861–1953); deren Sohn: Conrad von Brockdorff-Ahlefeldt (1886–1959)/Kommendator d. Joh.
- Heinrich (* 1856), Mitbesitzer von Chinow (Kreis Lauenburg/Pommern), Leutnant d. R. d. 1. Großherzoglich Mecklenburgisches Dragoner-Regiment Nr. 17
- Charlotte (* 1859), außerordentliche Stiftsdame zu Vallö, Exp. zu Kloster Preetz
- Luise (* 1863), Exp. zu Kloster Itzehoe[8]
- Thilo (1871–1914), zuerst im 1. Brandenburgischen Dragoner-Regiment Nr. 2, ff. Rittmeister im Kürassier-Regiment Nr. 5, ⚭ 1908 Johanna von Dallwitz (1884–1941), ihr ält. Sohn: Johann-Gottlieb Graf von Brockdorff-Dallwitz (1909–1941)

## Ehrungen
- Königlicher Kronen-Orden (Preußen) II. Klasse